# John Logan (scénariste)
Pour les articles homonymes, voir John Logan.
John Logan est un scénariste, réalisateur et producteur de cinéma et de télévision américain né le 24 septembre 1961 à Chicago dans l'Illinois. Il est également auteur de pièces de théâtre.

## Biographie
John Logan commence sa carrière comme dramaturge à Chicago avec la pièce Never the Sinner, sur un fait divers également évoqué par Alfred Hitchcock dans son film La Corde : l'assassinat en 1924 de l'adolescent Robert Franks par deux fils de bonnes familles et le procès qui s'ensuivit. Logan écrit également la pièce Hauptmann, sur le kidnapping de l'enfant de Charles Lindbergh, et le drame musical Riverview.
Vers la fin des années 1990, Logan aborde la scénarisation avec le télé-film biographique RKO 281 : La Bataille de Citizen Kane et le drame sportif L'Enfer du dimanche qu'Oliver Stone porte à l'écran en 1999. Au cours des années qui suivent, Logan devient un scénariste très prolifique. Parmi les films auxquels il collabore, on peut citer Gladiator de Ridley Scott (qu'il écrit avec David Franzoni et William Nicholson), Aviator et Hugo Cabret de Martin Scorsese, Sweeney Todd : Le Diabolique Barbier de Fleet Street de Tim Burton et Skyfall de Sam Mendes.
En décembre 2009, sa pièce Rouge prend l'affiche à Londres. Œuvre à deux personnages s'inspirant d'un moment marquant de la carrière du peintre Mark Rothko, Rouge connait un vif succès. Reprise à Broadway quelques mois plus tard, Rouge décroche six Tony Awards. C'est aussi à Londres que Logan présente sa pièce Peter et Alice en mars 2013. Mettant en vedette Judi Dench et Ben Whishaw, la pièce relate la rencontre entre la « vraie » Alice qui inspira Lewis Carroll et le « vrai » Peter qui inspira le personnage de Peter Pan. Un mois plus tard, à New-York, Logan présente une autre pièce, centrée sur l'agente d'artiste Sue Mengers dont le rôle est joué par Bette Midler.
En mai 2014, la série télévisée qu'il a créée et scénarisée, Penny Dreadful, est diffusée sur Showtime. Drame fantastique se déroulant dans le Londres victorien, la série s'achève après trois saisons en juin 2016.

## Filmographie

### Scénariste
- 1996 : Chasseurs de tornades (Tornado!) (TV) de Noel Nosseck
- 1999 : La Nuit des chauves-souris (Bats) de Louis Morneau
- 1999 : Citizen Welles (TV) de Benjamin Ross
- 1999 : L'Enfer du dimanche (Any Given Sunday) d'Oliver Stone
- 2000 : Gladiator de Ridley Scott
- 2002 : La Machine à explorer le temps (The Time Machine) de Simon Wells
- 2002 : Star Trek : Nemesis de Stuart Baird
- 2003 : Sinbad : la Légende des sept mers (Sinbad: Legend of the Seven Seas) de Patrick Gilmore et Tim Johnson
- 2003 : Le Dernier Samouraï (The Last Samurai) d'Edward Zwick
- 2004 : Aviator (The Aviator) de Martin Scorsese
- 2007 : Sweeney Todd : Le Diabolique Barbier de Fleet Street (Sweeney Todd: The Demon Barber of Fleet Street) de Tim Burton
- 2011 : Coriolanus de Ralph Fiennes
- 2011 : Rango de Gore Verbinski
- 2011 : Hugo Cabret (Hugo) de Martin Scorsese
- 2011 : The Miraculous Year (TV) de Kathryn Bigelow
- 2012 : Skyfall de Sam Mendes
- 2014 : Noé (Noah) de Darren Aronofsky (coécrit avec ce dernier)
- 2014-2016 : Penny Dreadful (série TV)
- 2015 : 007 Spectre (Spectre) de Sam Mendes
- 2016 : Genius de Michael Grandage
- 2017 : Alien: Covenant de Ridley Scott
- 2020 : Penny Dreadful: City of Angels (série TV)
- 2022 : They/Them de lui-même
- 2025 : Michael d'Antoine Fuqua

### Producteur
- 1999 : La Nuit des chauves-souris (Bats) de Louis Morneau
- 2002 : La Machine à explorer le temps (The Time Machine) de Simon Wells
- 2007 : Sweeney Todd : Le Diabolique Barbier de Fleet Street (Sweeney Todd: The Demon Barber of Fleet Street) de Tim Burton
- 2011 : Coriolanus de Ralph Fiennes
- 2011 : The Miraculous Year (TV) de Kathryn Bigelow
- 2022 : They/Them de lui-même

### Réalisateur
- 2022 : They/Them

## Théâtre
- 1985 : The Sinner
- 1991 : Hauptmann
- 1992 : Riverview
- 2009 : Rouge (Red)
- 2013 : Peter and Alice
- 2013 : I'll Eat You Last: A Chat with Sue Mengers
- 2014 : The Last Ship
- 2018 : Moulin Rouge!, comédie musicale
- 2019 : Superhero

## Distinctions

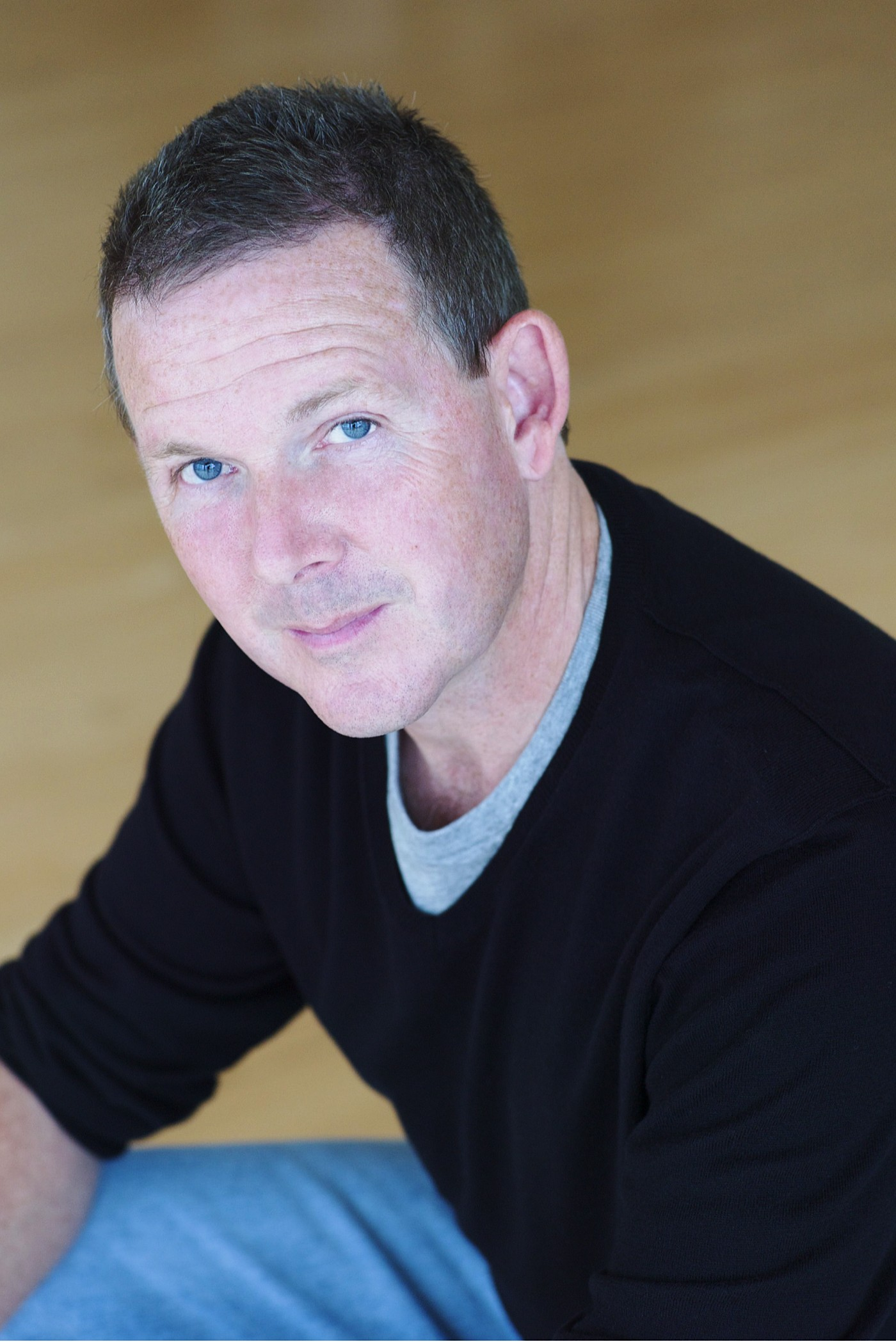
En 2009

### Récompenses
- Writers Guild of America Awards 2001 : Meilleur long format adapté pour RKO 281[3]
- Festival du Film de Hollywood 2004 : Scénariste de l'année
- Tony Awards 2010 : Meilleure pièce pour Rouge (Red)

### Nominations
- Las Vegas Film Critics Society Awards 2000 : Meilleur scénario original pour Gladiator
- Emmy Awards 2000 : Meilleur scénario pour une minisérie ou un téléfilm pour RKO 281
- Oscars 2001 : Meilleur scénario original pour Gladiator
- Saturn Awards 2001 : Meilleur scénario pour Gladiator
- BAFTA Awards 2001 : Meilleur scénario original pour Gladiator
- Oscars 2005 : Meilleur scénario original pour Aviator
- Golden Globes 2005 : Meilleur scénario pour Aviator
- BAFTA Awards 2005 : Meilleur scénario original pour Aviator
- Critics Choice Awards 2005 : Meilleur scénariste pour Aviator
- Satellite Awards 2005 : Meilleur scénario original pour Aviator
- Writers Guild of America Awards 2005 : Meilleur scénario original pour Aviator
- Saturn Awards 2008 : Meilleur scénario pour Sweeney Todd : Le Diabolique Barbier de Fleet Street